# تيو شنايدر
تيو شنايدر (بالألمانية: Theo Schneider)‏ (23 أغسطس 1960 دورتموند ألمانيا - ) هو لاعب كرة قدم ألماني يلعب كلاعب وسط.

## روابط خارجية
- ثيو شنايدر على موقع قاعدة بيانات كرة القدم.إي يو (الإنجليزية)
- ثيو شنايدر على موقع بيانات كرة القدم. دي إي (الألمانية)
- ثيو شنايدر على موقع عالم كرة القدم.نت (الإنجليزية)